# Çamlıyurt, Yomra
Çamlıyurt là một xã thuộc huyện Yomra, tỉnh Trabzon, Thổ Nhĩ Kỳ. Dân số thời điểm năm 2011 là 719 người.